# Comuna Białogard
Comuna Białogard este o comună (în poloneză: gmina) rurală în powiatul Białogard, voievodatul Pomerania Occidentală, Polonia.
Comuna acoperă o suprafață de 327,93 km² și are, potrivit datelor din anul 2006, o populație de 7.758.